# لامونته یانگ
لا مونته یانگ (انگلیسی: La Monte Young؛ زادهٔ ۱۴ اکتبر ۱۹۳۵) (با تلفظ صحیح لا مانتِی یانگ) یک موسیقی‌دان، آهنگساز و هنرمند آوانگارد اهل ایالات متحده آمریکا است.
وی را نخستین مینیمالیست در هنرِ موسیقی می‌دانند و آثارش را نمونهٔ برجسته‌ای از موسیقی آوانگارد، موسیقی کلاسیک معاصر و موسیقی تجربی در دوران پس از جنگ جهانی دوم می‌پندارند.
یکی دیگر از دلایل شهرت او، واکاوی‌هایش در زمینهٔ موسیقی درون است. آثار «پیش-فلوکسوس» و «مینیمالیستی» وی، ماهیت و معنای واقعی موسیقی را زیر سؤال می‌برد و بیشتر بر جوهرهٔ هنر اجرا (پرفورمنس آرت) تأکید دارد.
لا مونته یانگ دانش‌آموختهٔ «دانشکدهٔ لس آنجلس سیتی»، «دانشگاه کالیفرنیا، لس‌آنجلس (UCLA)» و «دانشگاه کالیفرنیا، برکلی» است و مدتی نیز از شاگردان «کارل هاینز اشتوکهاوزن» (در دارمشتات آلمان) و «ریچارد مکسفیلد» (در نیو اسکولِ نیویورک) بوده‌است.
وی همچنین برنده جوایزی همچون کمک‌هزینه گوگنهایم شده‌است.